# Felix hadművelet
A Felix hadművelet (Unternehmen Felix) a német hadvezetés terve volt a második világháborúban a brit kézen lévő gibraltári flottatámaszpont 1941-ben történő elfoglalására, hogy az Atlanti-óceán és a Földközi-tenger közötti tengeri összeköttetés feletti ellenőrzést megszerezzék. Ezzel egyben Nagy-Britanniának a déli támaszpontjaival való összeköttetését is jelentős mértékben akadályozták, vagy akár meg is szüntették volna.
A Felix hadműveletre keresztelt terv – a spanyol területről történő rejtett felderítő intézkedéseket és Gibraltár elfoglalására irányuló hadgyakorlatokat leszámítva – gyakorlati megvalósulására nem került sor.

## Előzmények
A Wehrmacht 1940. május 10-én megindította a nyugati hadjáratot, majd Franciaország június 22-én aláírta a megadással egyenértékű compiègnei fegyverszüneti megállapodást. Ezt követően a németek hatalmi területe a fasiszta Spanyolországgal közvetlenül határossá vált. Tekintettel a spanyol polgárháború alatti kapcsolataikra, 1940 októberében Adolf Hitler és Francisco Franco spanyol diktátor találkoztak a francia-spanyol határ menti Hendaye településen, ahol az esetleges spanyol hadba lépés körülményeit vitatták meg. A tárgyaláson Franco túlzott mértékű német segítséget követelt az infrastruktúra kiépítése, az élelmiszer- és olajellátás, valamint a spanyol haderő felfegyverzése területén.

## A terv
Annak ellenére, hogy Spanyolország szerepe a háború további alakulásában tisztázatlan maradt, a Wehrmacht főparancsnoksága (OKW) konkrét támadó hadműveleteket tervezett Gibraltár szikláinak elfoglalására. Ugyan az Abwehr (német hírszerzés) tisztjeinek 1940. júliusi felderítő útja kijózanító eredménnyel zárult, a sziklák elfoglalását alapvetően mégis lehetségesnek tartották. Az ezt követően létrehozott támadási terv a harcesemények hosszát három napra becsülte, és egy rendkívüli veszteségekkel járó akcióval számolt, mert a britek kedvező védelmi pozíciókban állomásoztak. Meglepetésszerű támadásra nem volt lehetőség, mert a francia-spanyol határ átlépésétől a támadás megkezdéséig harmincnyolc nappal kalkuláltak. 1940. augusztus 24-én Hitler jóváhagyta a Gibraltár elfoglalására kidolgozott tervet.
1940. október 26-án az 1. hegyi hadosztály parancsnoka, Hubert Lanz ezredes azt a parancsot kapta, hogy készítse elő a Gibraltár elleni támadást. Hogy az offenzívát valósághű viszonyok között gyakorolhassák, az 1. hegyi hadosztályt, a Großdeutschland gyalogsági ezredet és néhány különleges alakulatot a svájci határhoz közel fekvő Valdahonnál, a francia Jura hegységben vonták össze, ahol 1940. november/december folyamán a megfelelő támadási gyakorlatokat hajtották vére. A különleges feladatra összeállított „rohamhadosztály” következőképpen tagozódott:
- Hadosztályvezetés: az 1. hegyi hadosztály stábja
- 98. hegyivadászezred három zászlóaljjal (zászlóaljanként öt század)
- Großdeutschland gránátos ezred öt zászlóaljjal, ezen belül két nehéz zászlóaljjal
- 79. hegyi tüzérezred két hegyiágyú osztaggal (egy 10,5 cm-es hegyitarack- és egy 15 cm-es motorizált tarackosztaggal)
- „Geiger” utászezred három zászlóaljjal
- 1-2 Nebelwerfer („ködvető”) osztag
- 1 hegyi híradósezred
- egészségügyi és ellátó kötelékek

A hadosztály ereje kereken 460 tisztet és 16.000 embert tett ki, akik jó, részben nagyon modern, az akcióhoz szükséges fegyverzettel rendelkeztek. Minden kötelék válogatott csapatokból állt. Gibraltár megtámadásához a Wehrmacht két hadtestének (a Rudolf Schmidt tábornok vezette XXXIX. motorizált hadtestnek és a Ludwig Kübler tábornok vezérelte XXXXIX. hegyi-hadtestnek ) 1941. január 10-én kellett spanyol területen keresztül dél felé előretörnie. Schmidt XXXIX. hadtestének Valladolidnál, Cáceresnél és Sevillanál kellett állást foglalnia, hogy a támadás szárnyát egy lehetséges brit beavatkozással szemben biztosítsa. Kübler hadtestének kellett a tulajdonképpeni támadást véghezvinnie, amihez nemcsak a „rohamhadosztály”, hanem a brandenburgiak speciális egységének egy osztaga és az Abwehr (elhárítás) egy különleges egysége is a rendelkezésére állt. Két további hadosztályt pedig arra terveztek be, hogy a sikeres támadás után áttegyék őket Észak-Afrikába, az akkor éppen Vichy Franciaországhoz tartozó Marokkó elfoglalására.

## A terv elhalasztása és feladása
Mivel Franco megtagadta a Felix hadművelethez való hozzájárulását, ezért az akciót kezdetben elhalasztották, majd a Szovjetunió elleni támadás előkészületeire való tekintettel 1941. január 10-én leállították. A tervet Felix-Heinrich hadművelet néven újból elővették, amikor a Szovjetunió elleni hadjárat még sikeresen zajlott, konkrét műveleteket azonban ténylegesen már nem készítettek elő, mindössze a szövetségesek egy esetleges spanyolországi partraszállása esetére gyártottak terveket.
Franco elutasító döntése máig nem végérvényesen tisztázott a történelemkutatásban. Bár többször is kifejezte Hitler és Mussolini irányában, hogy a tengelyhatalmak oldalán való hadba lépést nem utasítja el teljesen, ennek ellenére nyilvánvalóan teljesíthetetlen gazdasági követelésekkel állt a németek elé. Mindezt úgy, hogy akár törekvése kifejeződéseként is lehessen értékelni, egy olyan kifogásba csomagolva, hogy országa amúgy is még pont olyan távolságban fekszik, amin belül nem fogja tudni magát kivonni a háborúból. Ugyanakkor az is elképzelhető, hogy Madrid azon hibás feltételezésének esett áldozatául, mely szerint Németország fogja megnyerni a háborút, és így Gibraltár végül harc nélkül kerül majd spanyol kézre.

## Fordítás
Ez a szócikk részben vagy egészben  az   Unternehmen Felix című német Wikipédia-szócikk ezen változatának fordításán alapul.  Az eredeti cikk szerkesztőit annak laptörténete sorolja fel. Ez a jelzés csupán a megfogalmazás eredetét és a szerzői jogokat jelzi, nem szolgál a cikkben szereplő információk forrásmegjelöléseként.